# La Rançon de la gloire (film, 1940)
Pour les articles homonymes, voir La Rançon de la gloire.
Pour plus de détails, voir Fiche technique et Distribution.
La Rançon de la gloire (Star Dust) est un film américain en noir et blanc réalisé par Walter Lang, sorti en 1940.

## Synopsis
Thomas Brooke, un découvreur de talents, offre un contrat de cinéma à Carolyn Sayres. Elle est amenée à Hollywood, où l'on résilie son contrat parce que considérée comme trop jeune. Démoralisée mais ne s'avouant pas vaincue, Carolyn tombe amoureuse d'un autre talent découvert comme elle, Bud Borden, un footballeur qui sait chanter. Il promet de l'aider à atteindre ses objectifs de carrière. En faisant équipe avec Thomas Brooke, Borden réussit à décrocher un bout d'essai à Carolyn... 

## Fiche technique
- Titre original : La Rançon de la gloire
- Titre : Star Dust
- Réalisation : Walter Lang
- Scénario : Robert Ellis et Helen Logan d'après une histoire de Kenneth Earl, Ivan Kahn et Jesse Malo
- Musique : David Buttolph et Mack Gordon
- Chansons : Hoagy Carmichael (Chanson : Star Dust)
- Photographie : J. Peverell Marley
- Montage : Robert L. Simpson
- Direction artistique : Richard Day et Albert Hogsett
- Ensemblier : Thomas Little
- Costumes : Gwen Wakeling
- Production : Kenneth Macgowan et Darryl F. Zanuck
- Société de production : Twentieth Century Fox
- Pays de production : États-Unis
- Tournage : du 1er juin au 9 août 1948
- Format : noir et blanc - Son Mono (Western Electric Microphonic Recording)
- Genre : Comédie dramatique
- Durée : 90 minutes
- Dates de sortie : 
  - États-Unis : 6 avril 1940
  - France : 11 juillet 1941

## Distribution
- Linda Darnell : Carolyn Sayres
- John Payne : Ambrose Fillmore/Bud Borden
- Roland Young : Thomas Brooke
- Charlotte Greenwood : Lola Langdon
- William Gargan : Dane Wharton
- Mary Beth Hughes : June Lawrence
- Mary Healy : Mary Andrews
- Donald Meek : Sam Wellman
- Jessie Ralph : tante Martha Parker
- Walter Kingsford : Napoleon dans le bout d'essai
- George Montgomery : Ronnie
- Robert Lowery : le groom
- Joan Leslie : étudiante